# Ufficio scolastico regionale
L'ufficio scolastico regionale è un ufficio periferico del Ministero dell'istruzione della Repubblica Italiana, presente in 18 capoluoghi di regione (non c'è in Valle d'Aosta e Trentino-Alto Adige, dove vige una disciplina separata).
Istituito con d.P.R. 6 novembre 2000, n. 347, la sua disciplina è attualmente contenuta nel d.P.R. 21 dicembre 2007, n. 260, e segnatamente nell'art. 7. Ha sostituito il precedente provveditorato agli studi.

## Struttura
L'ufficio scolastico regionale, al quale è preposto un direttore generale, dipende funzionalmente dai capi dei dipartimenti del Ministero, in relazione alle specifiche materie da trattare. Si articola sia per funzioni che per ambiti territoriali in uffici ai quali sono preposti dirigenti di seconda fascia.
L'articolazione territoriale è solitamente a livello provinciale, (l'area di competenza è detta ambito territoriale) in centri di erogazione di servizi amministrativi, di monitoraggio e di supporto alle scuole, denominati fino al 2006 centri servizi amministrativi (CSA), ridenominati uffici scolastici provinciali (USP) dal 2006 e uffici con competenza per ambiti territoriali (AT) dal 2010. Dipendono funzionalmente dal direttore dell'ufficio scolastico regionale, a livello periferico, anche i dirigenti investiti dell'esercizio della funzione ispettiva tecnica, componenti il corpo ispettivo del Ministero.

## Funzioni
Le funzioni dell'ufficio scolastico regionale sono elencate all'art. 7, comma 3, del d.P.R. 260/2007. Esso ha ereditato le competenze, comunque ridimensionate a seguito dell'autonomia delle istituzioni scolastiche, in precedenza attribuite al provveditorato agli studi, soppresso dall'art. 6 del d.P.R. 347/2000. In particolare:
- vigila sul rispetto delle norme generali sull'istruzione e dei livelli essenziali delle prestazioni, sull'attuazione degli ordinamenti scolastici, sui livelli di efficacia dell'azione formativa e sull'osservanza degli standard programmati;
- cura l'attuazione delle politiche nazionali per gli studenti;
- provvede alla gestione amministrativa e contabile delle attività strumentali, contrattuali e convenzionali di carattere generale, comuni agli uffici dell'amministrazione scolastica in ambito regionale;
- integra la sua azione con quella dei comuni, delle province e della regione e cura i rapporti con questi enti, per quanto di competenza statale, per l'offerta formativa integrata, l'educazione degli adulti, nonché l'istruzione e formazione tecnica superiore e i rapporti scuola-lavoro;
- vigila sulle scuole non statali paritarie e non paritarie, nonché sulle scuole straniere in Italia;
- assegna alle istituzioni scolastiche le risorse finanziarie ed umane;
- verifica e vigila al fine di rilevare l'efficienza dell'attività delle istituzioni scolastiche e di valutare il grado di realizzazione del piano dell'offerta formativa;
- esercita le attribuzioni in materia di contenzioso del personale della scuola e del personale amministrativo in servizio presso gli uffici scolastici periferici, assumendo legittimazione passiva nei relativi giudizi.